# Быкадоров, Яков Иванович
Яков Иванович Быкадоров ( 1 января 1925 — 4 января 2024) — машинист-бульдозерист Семикаракорской передвижной механизированной колонны «Главдонводстроя» Минводхоза РСФСР.

## Биография
Родился 1 января 1925 года в станице Новозолотовская Семикаракорского района Донского округа Северо-Кавказского края, ныне Семикаракорского района Ростовской области, в казачьей семье Ивана Ефимовича и Марии Михайловны Быкадоровых.
После окончания Новочеркасского ремесленного училища с 1940 года работал формовщиком на заводе «Ростсельмаш».
Участник Великой Отечественной войны. В результате тяжёлого ранения на Миус-фронте стал инвалидом, после госпиталя вернулся домой без ноги.
В 1944 году восстанавливал сахарный завод в посёлке Малая Виска на Кировоградчине, после чего вернулся на родину.
С 1955 года работал в Семикаракорской машинно-мелиоративной станции (впоследствии СПМК) треста «Мелиоводстрой».
Пенсионер с 1990 года.
Скончался 4 января 2024 года на 100-м году жизни.

## Награды
- Герой Социалистического Труда (Указ Президиума Верховного Совета СССР от 27.02.1974).
- Награждён двумя орденами Ленина (1971, 1974).
- Благодарность Главы Администрации (Губернатора) Ростовской области — за большой вклад в социально-экономическое развитие Ростовской области, патриотическое воспитание молодежи Дона и многолетний добросовестный труд (2010)[2].
- Почётный гражданин города Семикаракорска.
- Почётный гражданин Ростовской области (9 июня 2015).